# Gran Mezquita de Bursa
La Gran Mezquita de Bursa o  Ulu Cami es una histórica mezquita otomana construida en el siglo XIV en la ciudad de Bursa, hoy en la homónima provincia de Bursa de Turquía. Construida en estilo selyúcida, su erección fue ordenada por el sultán otomano Bayaceto I y fue construida entre 1396 y 1399. La mezquita tiene 20 cúpulas y 2 minaretes.

## La mezquita
Ulu Cami es la mezquita más grande de Bursa y un hito de la arquitectura otomana temprana que utiliza muchos elementos de la arquitectura selyúcida. Fue levantada por voluntad del sultán Bayaceto I y fue diseñada y construida por el arquitecto Ali Neccar entre 1396 y 1399. Es un gran edificio de planta rectangular, con veinte cúpulas dispuestas en cuatro filas de cinco que están soportadas por doce columnas. Supuestamente, las veinte cúpulas se construyeron en lugar de las veinte mezquitas separadas que el sultán Bayaceto I había prometido edificar por ganar la batalla de Nicópolis en 1396. La mezquita tiene dos minaretes. 
También hay una fuente (şadırvan) en el interior de la mezquita donde los fieles pueden realizar las abluciones rituales antes de la oración; la cúpula sobre el sadirvan está coronada por un lucernario que permite el paso de una luz suave, jugando un papel importante en la iluminación del gran edificio.
El interior, horizontalmente espacioso y con poca luz, está diseñado para sentirse tranquilo y contemplativo. Las subdivisiones del espacio formado por las múltiples cúpulas y columnas crean una sensación de privacidad e incluso de intimidad.

## Caligrafía islámica
Dentro de la mezquita hay 192 inscripciones murales monumentales escritas por los famosos calígrafos otomanos de ese período. La mezquita tiene uno de los mayores ejemplos de caligrafía islámica que se conservan hoy en el mundo. La caligrafía está escrita sobre paredes, columnas y en la pequeña y gran mezquita plates.
La mezquita está situada en el casco antiguo de la ciudad de Bursa en el bulevar Atatürk.

## Galería de imágenes

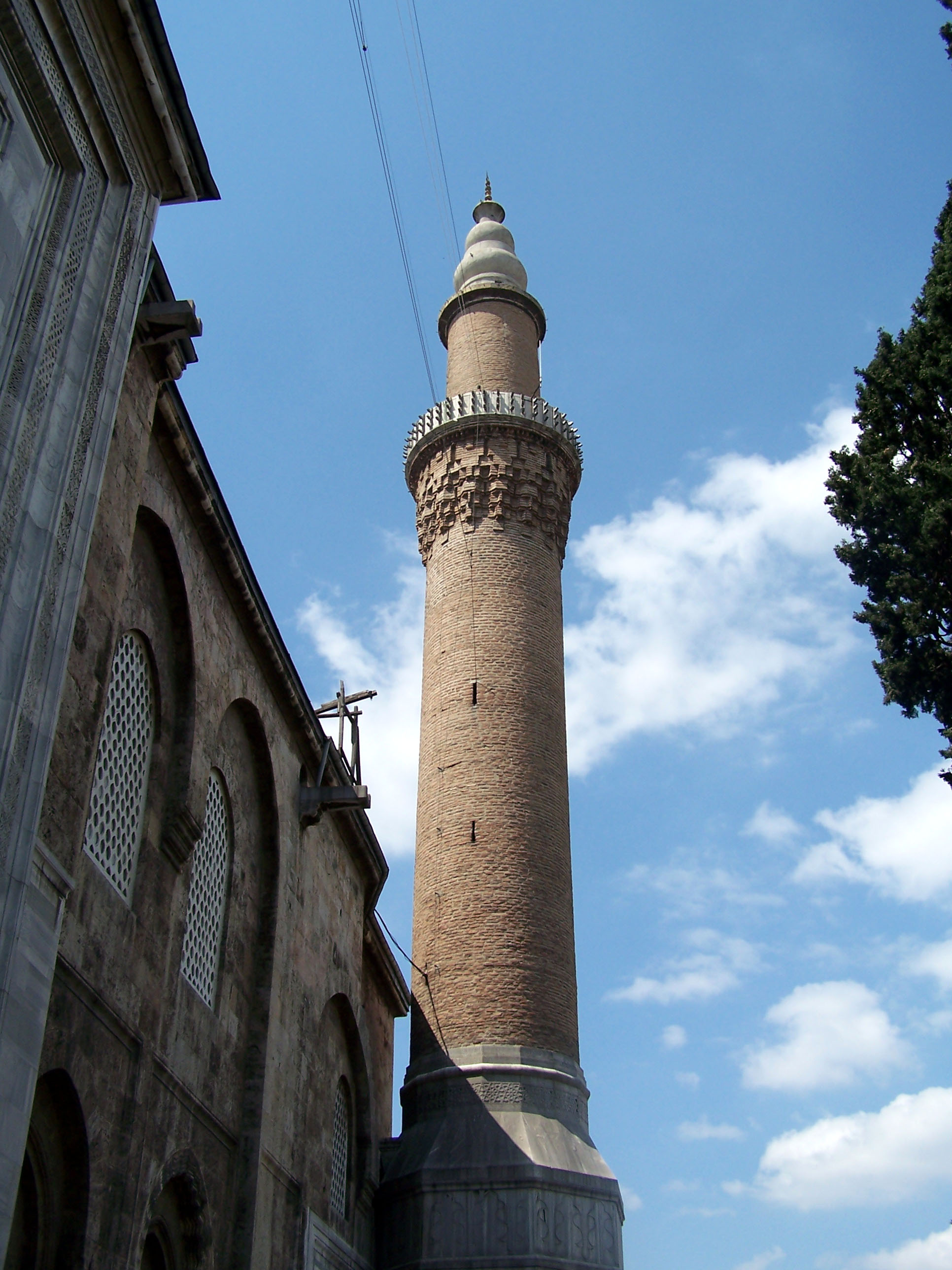
Minarete
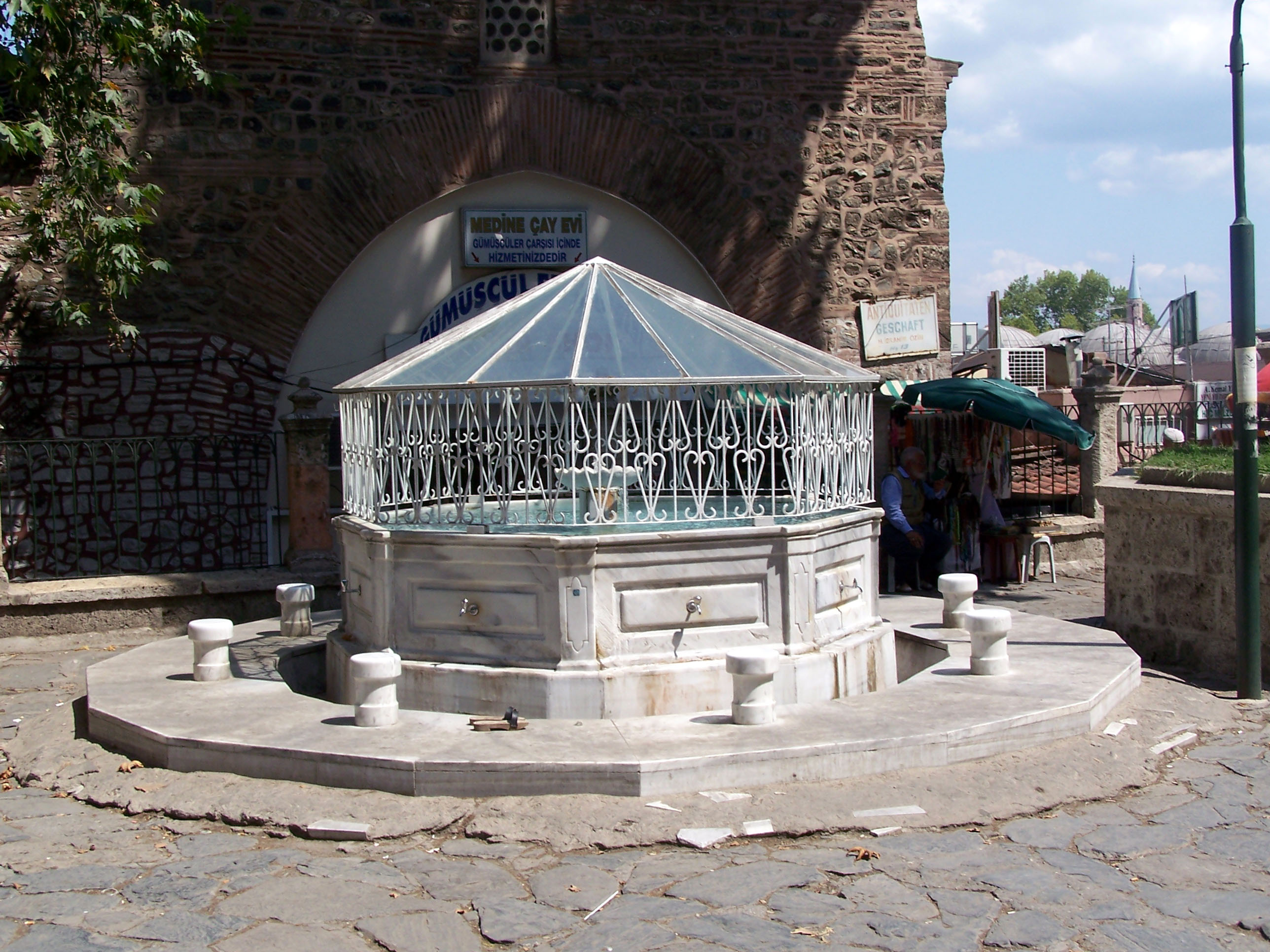
Fuente de ablución en el patio
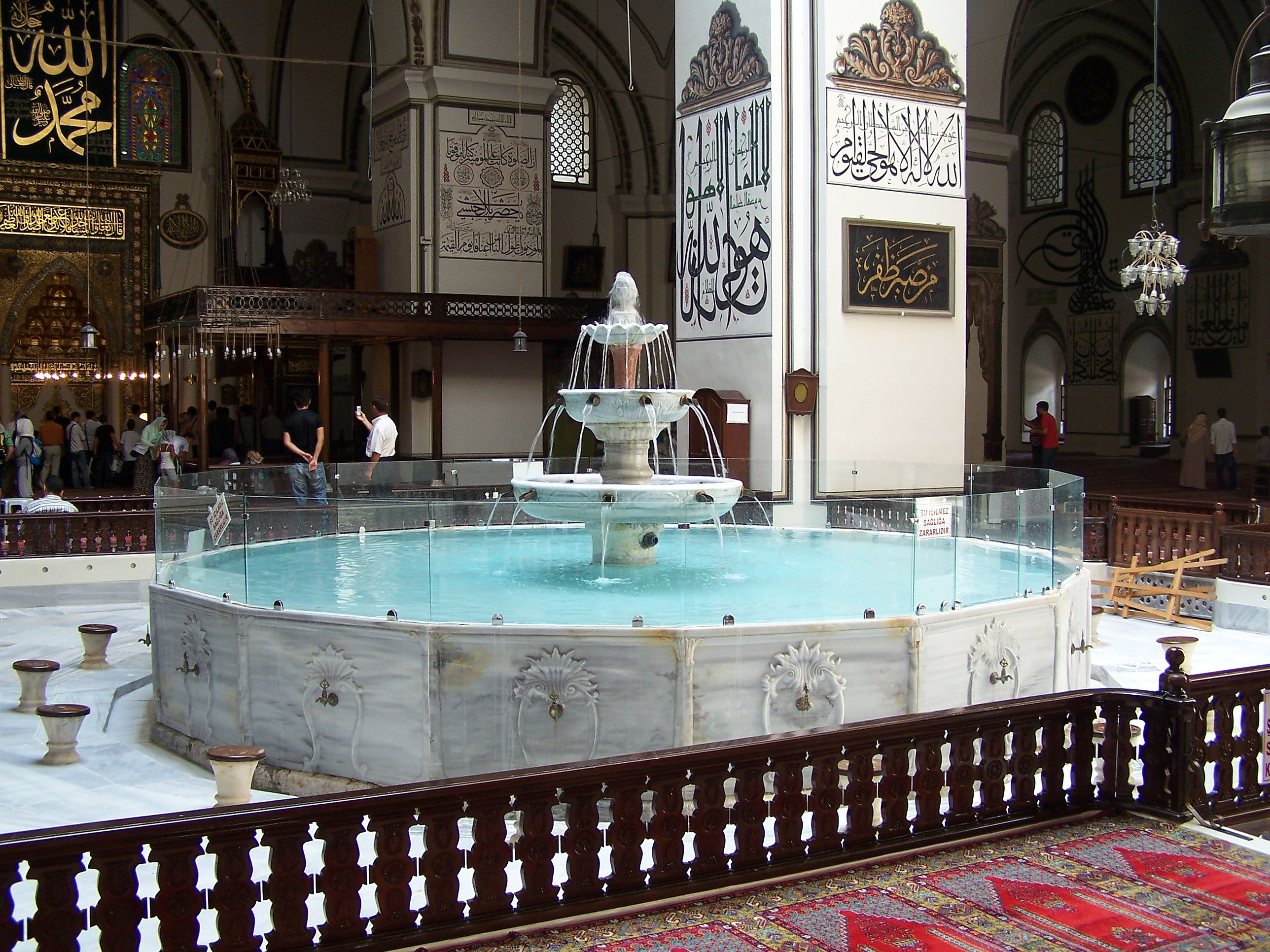
Interior  şadırvan (área de ablución)
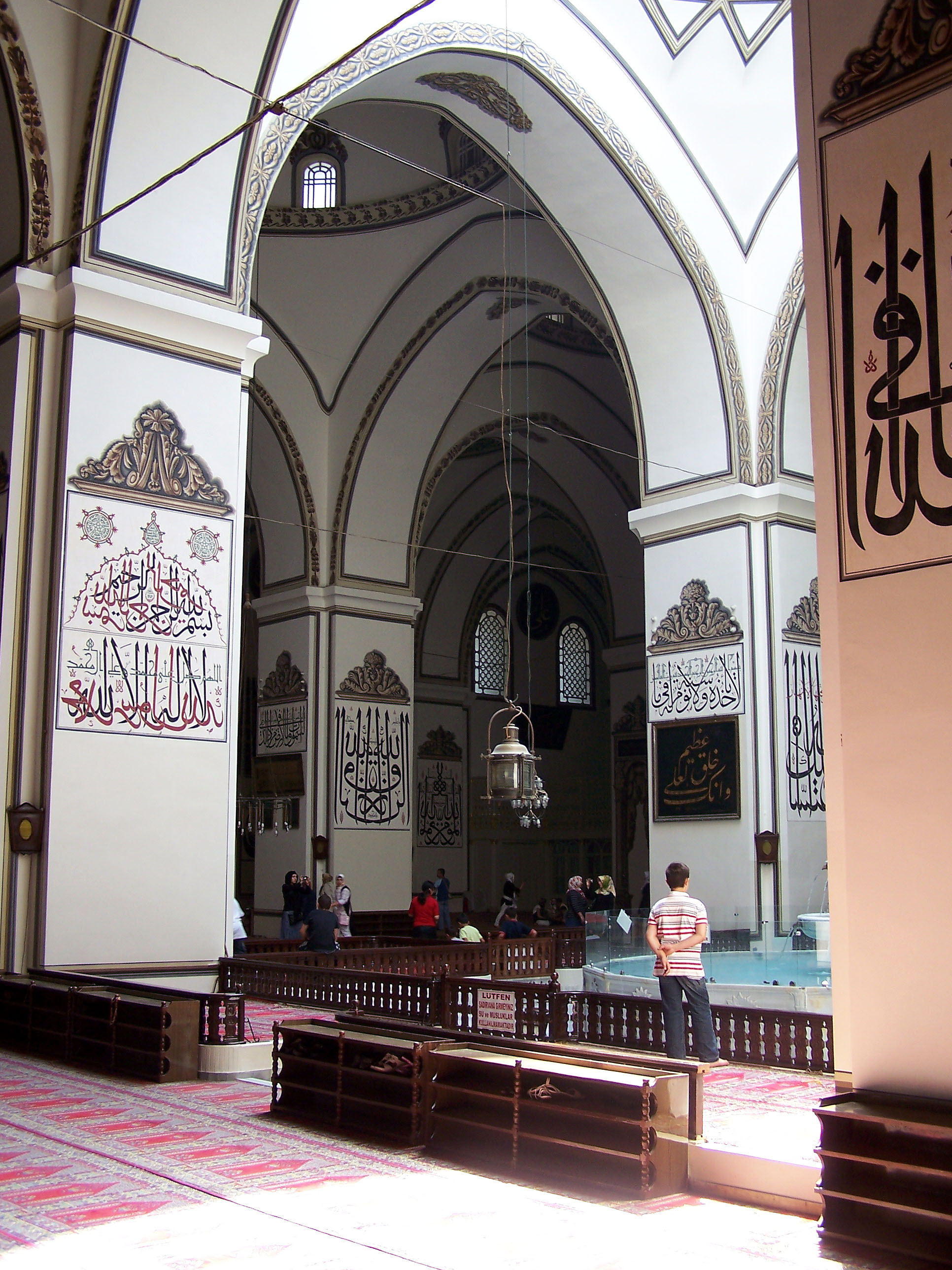
Interior
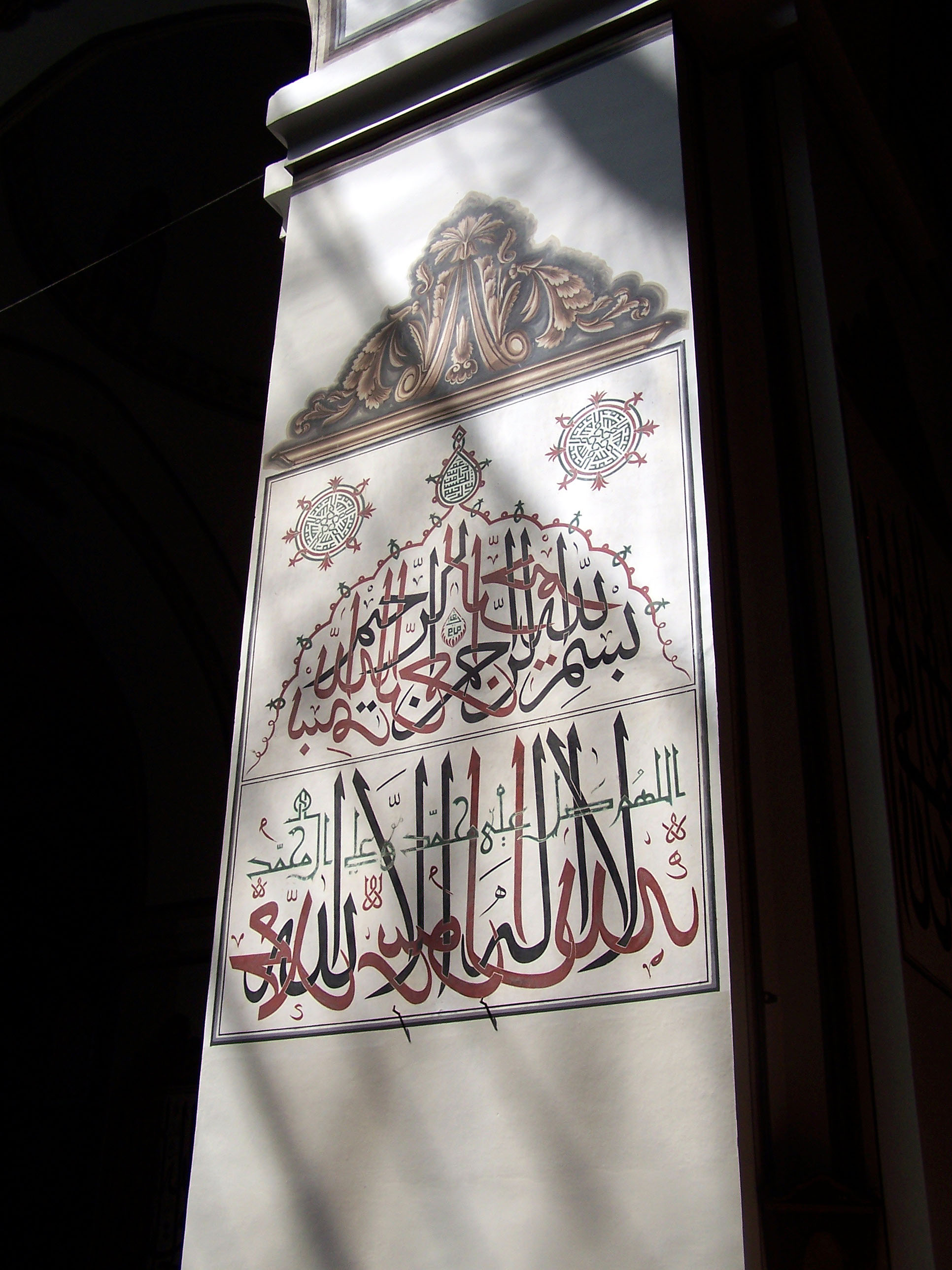
Caligrafía sobre las paredes
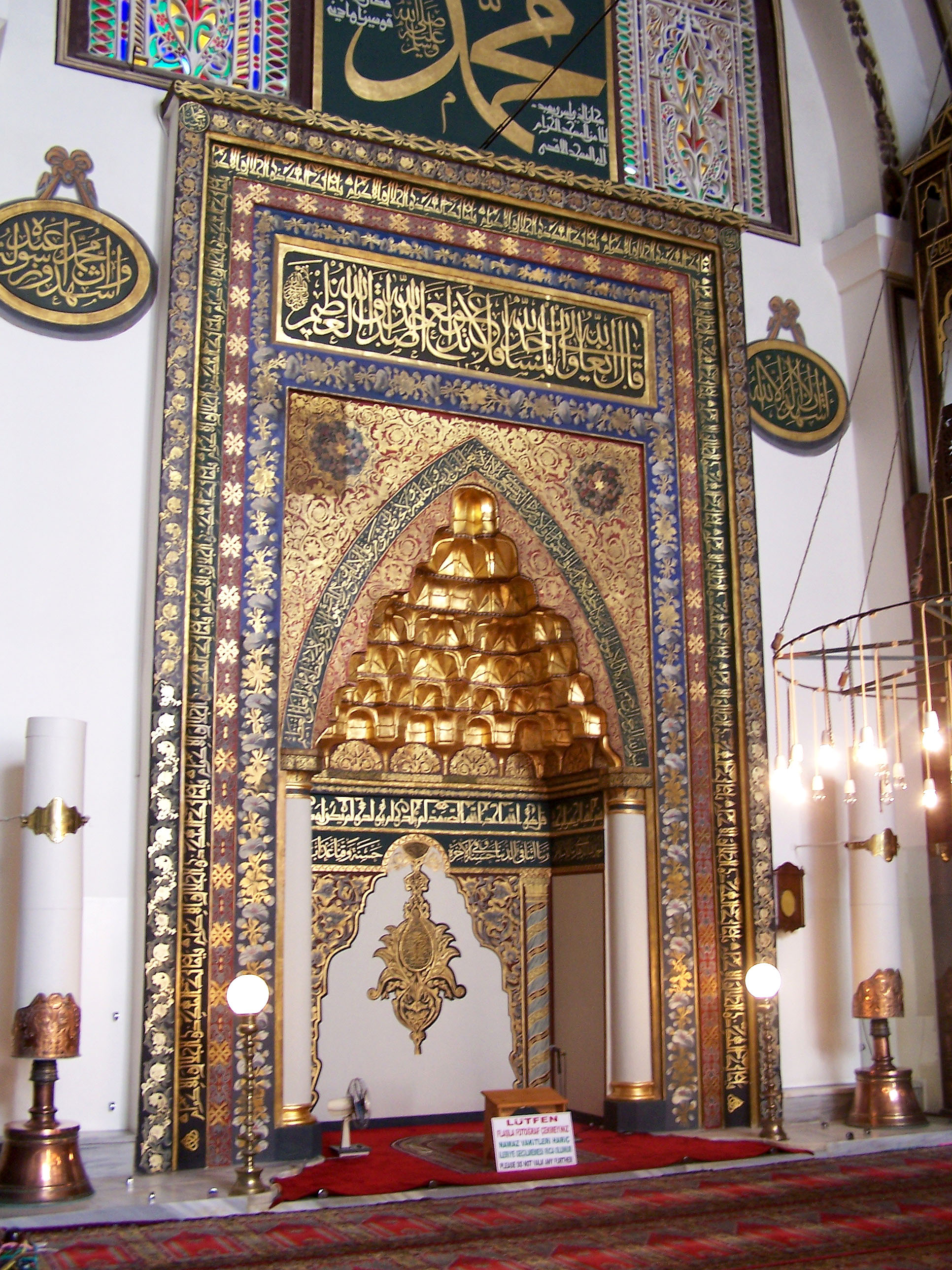
Mihrab